# Kaunaská církevní provincie
Kaunaská církevní provincie (do roku 1991 Litevská církevní provincie) je jedna ze dvou církevních provincií římskokatolické církve na území Litevské republiky.
Území dnešní Kaunaské církevní provincie náleželo od pozdního středověku do roku 1926 především diecézi žmuďské, která byla do roku 1798 součástí Hnězdenské církevní provincie a v letech 1798–1926 součástí Mohylevské církevní provincie. Pouze oblast Klaipėdy podléhala do roku 1926 diecézi varmijské, která byla od zániku Rižské církevní provincie roku 1566 exemptní.
Po osamostatnění litevského státu a ustálení jeho hranice se sousedy vytvořil papež Pius XI. apoštolskou konstitucí Lituanorum gente ze dne 4. dubna 1926 novou Litevskou církevní provincii pro celé tehdejší státní území. Metropolitním sídlem se stal Kaunas, již od roku 1864 sídlo žmuďské diecéze, vedle toho byly zřízeny další čtyři diecéze.
Území, které Litvě připadlo po II. světové válce, včetně hlavního města Vilniusu zůstalo mimo Litevskou církevní provincii až do roku 1991. Dne 24. prosince 1991 papež Jan Pavel II. apoštolskou konstitucí Quo efficacius posthac přičlenil dvě diecéze náležející dosud Litevské církevní provincii reformované Vilniuské církevní provincii. Současně se dosavadní název provincie změnil z „Litevská“ na „Kaunaská“. Hranice provincie se naposledy změnily k 28. květnu 1997 zřízením diecéze šiauliaiské.
Území provincie se člení na tyto diecéze:
- Arcidiecéze kaunaská (vznik 1417, 1427–1798 část Hnězdenské církevní provincie, v letech 1798–1925 část Mohylevské církevní provincie)
- Diecéze telšiaiská (vznik 1926)
- Diecéze vilkaviškiská (vznik 1926)
- Diecéze šiauliaiská (vznik 1997)

V minulosti byly součástí Kaunaské církevní provincie též:
- diecéze kaišiadoryská v letech 1926–1991
- diecéze panėvežyská v letech 1926–1991

V čele Kaunaské církevní provincie stojí arcibiskup-metropolita kaunaský, v současnosti (od roku 1996) je to Sigitas Tamkevičius.